# Pleurosicya sinaia
Pleurosicya sinaia är en fiskart som beskrevs av Goren, 1984. Pleurosicya sinaia ingår i släktet Pleurosicya och familjen smörbultsfiskar. Inga underarter finns listade i Catalogue of Life.